# محمدتقی بهار
محمّدتقی بهار (۱۸ آذر ۱۲۶۵–۱ اردیبهشت ۱۳۳۰) ملقب به ملک‌الشعرا و متخلص به «بهار»، شاعر، ادیب، نویسنده، روزنامه‌نگار، تاریخ‌نگار، استاد دانشگاه و سیاست‌مدار معاصر ایرانی بود. ناتل خانلری وی را آخرین ادیب بزرگ ایران می‌نامد.

## زندگی
محمدتقی بهار در پنجشنبه ۱۲ ربیع‌الاول ۱۳۰۴ هجری قمری، برابر با ۱۸ آذر ۱۲۶۵ هجری خورشیدی در محلهٔ سرشور مشهد زاده شد.
یحیی آرین‌پور در از صبا تا نیما، جلد دوم، صفحه ۱۲۳ در مورد ملک‌الشعرا بهار نوشته است: «میرزا محمدتقی متخلص به بهار روز پنجشنبه ۱۲ ربیع‌الاول سال ۱۳۰۴ ه‍.ق در شهر مشهد به دنیا آمد. بهار ادبیات فارسی را نخست نزد پدرش آموخت و از هفت سالگی آغاز به سرودن شعر کرد. او از چهارده سالگی به اتفاق پدرش در مجامع آزادی‌خواهان حاضر می‌شد و به واسطه انس و الفتی که با افکار جدید پیدا کرده‌بود به مشروطه و آزادی دل بست. دو سال پس از مرگ پدر در سال ۱۳۲۴ ه‍.ق که مشروطیت در کشور ایران مستقر شد، بهار بیست ساله به جمع مشروطه‌خواهان خراسان پیوست.»

همچنین ملک‌الشعرا بهار، در زندگی‌نامه خود آورده است:
«در سال ۱۳۰۴ هجری قمری، ماه ربیع‌الاول، شب دوازدهم، در مشهد که از شهرهای خراسان است به دنیا آمدم.»
پدرش میرزا محمدکاظم صبوری، ملک‌الشعرا آستان قدس رضوی در زمان ناصرالدین شاه بود؛ مقامی که پس از درگذشت پدر، به فرمان مظفرالدین شاه، به بهار رسید. خاندان پدری بهار خود را از نسل میرزا احمد کاشانی (درگذشتهٔ ۱۲۲۹)، قصیده‌سرای سرشناس عهد فتحعلی‌شاه می‌دانند و به همین جهت پدر بهار تخلص صبوری را برگزیده‌بود. مادرش اهل گرجستان (از یک خانوادهٔ گرجی، که در دورهٔ عباس میرزا به ایران آمده بودند) بود و مانند پدر اهل سواد، شعر و دانش بود. می‌گوید که پدرش ترجمه‌های الکساندر دوما را که تازه منتشر شده‌بود به خانه می‌آورد و با صدای بلند برای افراد خانواده می‌خواند و چون خسته می‌شد، مادرش خواندن را ادامه می‌داد.
بهار در چهار سالگی به مکتب رفت و در شش سالگی فارسی و قرآن را به خوبی فراگرفت. از هفت سالگی نزد پدر شاهنامه را آموخت و اولین شعر خود را در همین دوره سرود. اصول ادبیات را نزد پدر فراگرفت و سپس تحصیلات خود را نزد میرزا عبدالجواد ادیب نیشابوری تکمیل کرد. وقتی پانزده ساله شد، اوضاع کشور یعنی مرگ ناصرالدین شاه و روی‌کارآمدن مظفرالدین شاه چنان بود که پدرش به این نتیجه رسید که با تغییر اوضاع، دیگر کسی به شاعران اعتنایی نخواهد کرد و تقریباً او را از شعر گفتن منع و تلاش کرد تا بهار را به تجارت وادارد، اما بهار که به تجارت علاقه‌ای نداشت فعالیت ادبی خود را پی گرفت. پدر او، زمانی که محمد تقی بهار هجده سال داشت درگذشت.

### فعالیت سیاسی
بهار در بیست‌سالگی به صف مشروطه طلبان خراسان پیوست و به «انجمن سعادت» خراسان راه یافت. اولین آثار ادبی-سیاسی او در روزنامه خراسان بدون امضا به چاپ می‌رسید که مشهورترین آن‌ها مستزادی خطاب به محمدعلی شاه است.
بهار با دیگر شاعران روشنفکر عصر مشروطه به خصوص میرزاده عشقی دوستی و روابط صمیمانه و نزدیکی داشت. آن دو در سال ۱۳۰۳، در دوره نخست‌وزیری رضاخان با همراهی و همکاری هم، مثنوی معروف «جمهوری نامه» را در مخالفت با جمهوری رضاخانی سرودند.
بهار در ۱۳۲۸ روزنامه نوبهار را که ناشر افکار حزب دموکرات بود، منتشر کرد و به عضویت کمیته ایالتی این حزب درآمد. این روزنامه پس از چندی به دلیل مخالفت با حضور قوای روسیه در ایران و مخاصمه با سیاست آن دولت، به امر کنسول روس تعطیل شد. او بلافاصله روزنامه تازه‌بهار را تأسیس کرد. این روزنامه در محرم ۱۳۳۰ به امر وثوق‌الدوله، وزیر خارجه، تعطیل و بهار نیز دستگیر و به تهران تبعید شد.

### نمایندگی مجلس
بهار در سال ۱۲۹۳ خورشیدی نماینده حوزه انتخابیه درگز در مجلس سوم شورای ملی و همچنین به عنوان نماینده حوزه انتخابیه ترشیز (کاشمر کنونی) در مجلس پنجم شورای ملی انتخاب شد. بهار در حالی که از جوانترین نمایندگان مجلس بود اما تصویب اعتبارنامه‌اش چهار ماه و نیم به طول انجامید. هنگام بررسی اعتبارنامه‌اش در مجلس (۳۱ فروردین ۱۲۹۴) شیخ محمدحسن گروسی در مخالفت با اعتبارنامه ملک‌الشعرا، مندرجات روزنامه نوبهار را «فساد ملتبس» توصیف کرد، یعنی امکان فساد عقیده در این مندرجات هست و باید برای تشخیص آن به خبره و کارشناس مراجعه شود. سید حسن مدرس نیز ضمن اعلام مخالفت خود با اعتبارنامه ملک‌الشعرا گفت حاکم درگز که انتخابات درگز را برگزار کرده، یاغی بوده است. سرانجام مجلس با ۴۴ رأی موافق در برابر ۲۵ رأی مخالف به اعتبارنامه ملک‌الشعرا رأی داد.
ملک‌الشعرا در همان سال، دوره سوم نوبهار را در تهران منتشر کرد و سال بعد انجمن ادبی دانشکده (به عبارت دیگر بعدها با نام احیاء دوم انجمن ادبی ایران) و نیز مجله دانشکده را بنیان گذاشت که به اعتقاد او مکتب تازه‌ای در نظم و نثر پدیدآورد. علاوه بر بهار عده‌ای از اهل قلم مانند عباس اقبال آشتیانی، غلامرضا رشید یاسمی، سعید نفیسی و تیمورتاش با این مجله همکاری داشتند.
انتشار نوبهار بارها ممنوع و دوباره آزاد شد. یکی از معروفترین قصیده‌های بهار، «بث‌الشکوی»، در ۱۳۳۷ (هجری قمری) به مناسبت توقیف نوبهار سروده شده است. کودتای ۱۲۹۹ (هجری شمسی) بهار را برای سه ماه خانه‌نشین کرد. در همین مدت بود که یکی از به یادماندنی‌ترین قصیده‌های خود، هیجان روح، را سرود. چندی بعد که زندانیان آزاد شدند، و قوام‌السلطنه نخست‌وزیر شد، بهار از بجنورد به نمایندگی مجلس چهارم انتخاب شد (۱۳۰۰–۱۳۰۲ خورشیدی). از این دوره با سیدحسن مدرس رهبر فراکسیون اقلیت همراهی می‌کرد. بهار در مجلس چهارم ضمن مخالفت با برخی مفاد نخستین عهدنامه میان دولت تازه تأسیس اتحاد شوروی و ایران، آن را مخالف منافع ایران دانست و خواهان مذاکره بیشتر با دولت شوروی برای اصلاح این مفاد شد. اما اعتراض. بهار پذیرفته نشد و مجلس به این عهدنامه رأی داد. در طول همین دوره از مجلس، بهار نزد هرتسفلد زبان پهلوی می‌آموخت.
در مجلس پنجم در حالی که ملک‌الشعرا نمایندهٔ حوزه انتخابیه ترشیز بود در صف مخالفان جمهوری رضاخانی قرار گرفت. بهار معتقد بود که موافقت سردارسپه با جمهوری، اسباب تردید مردم شده است و نتیجه چنین جمهوری دیکتاتوری رضاخان خواهد بود. بعدها بهار در این دوره خطر مخالفت با سردار سپه را می‌پذیرد و اشعاری به ظاهر در تحسین جمهوری می‌سراید. او در این دوره در کنار سید حسن مدرس و سید ابوالحسن حائری‌زاده در رأس جناح مخالف رضاخان بود. ملک‌الشعرا پیوسته در واکنش به حمله نظام به مطبوعات و توقیف جراید و بازداشت روزنامه‌نگاران اعتراض می‌کرد.
با کشته شدن کنسول آمریکا در تهران در اواخر تیر ۱۳۰۳، سردارسپه در پایتخت حکومت نظامی برقرار و عده‌ای را دستگیر و روزنامه‌ها را بست. بهار همراه با مدرس، حائری‌زاده، حاجی اسماعیل عراقی. میرزا علی کازرونی، احمد اخگر و سید حسن زعیم در هفتم امرداد طرح استیضاح دولت رضاخان را به مجلس ارایه داد.
موارد استیضاح عبارت بود از: «سوء سیاست نسبت به داخله و خارجه، قیام و اقدام بر ضد قانون اساسی و حکومت مشروطه و توهین به مجلس شورای ملی، تحویل ندادن اموال مُقصرین و غیره به خزانه دولت». صبح ۲۸ امرداد که قرار بود رضاخان و اعضای دولتش در مجلس حاضر و استیضاح شوند، هوادارانش جلو مجلس جمع شدند و هنگامی که مدرس رسید، به او هجوم برده و در تعقیبش وارد مجلس شدند. در مجلس نیز، نمایندگان هوادار رضاخان به مدرس حمله کردند که منجر به تشنج و تعطیل جلسه و به تعویق افتادن آن به عصر شد.
در جلسه عصر، مدرس و کازرونی و حائری زاده به مجلس نیامدند و ملک‌الشعرا بهار به نمایندگی از استیضاح‌کنندگان در مجلس حاضر و نطقی در اعتراض به وقایع آن روز ایراد کرد که با طعنه و مخالفت نمایندگان اکثریت، از جمله سلیمان میرزا روبرو شد. در نتیجه، ملک‌الشعرا و همفکرانش تصمیم گرفتند استیضاح مسکوت بماند.
اما رضاخان از مجلس رأی اعتماد خواست و گفت: «برای دولت تکلیف لازم است. اگر اقلیت هر روز به یک عنوانی اسباب زحمت دولت را فراهم کند برای دولت پیشرفت ندارد … دولت متکی به اکثریت است، اگر اکثریت دارد برود عقب خدمت خودش و اگر هم ندارد تکلیف خودش را بفهمد … رأی اعتماد با هر چه می‌خواهید بگیرید. با سیاه، سفید، قرمز، هر چه می‌خواهید بگیرید. تقاضای ما معین شدن تکلیف ماست». با خروج نمایندگان اقلیت از جلسه، نمایندگان به اتفاق به دولت رضاخان رأی اعتماد دادند.
در نشست نهم آبان ۱۳۰۴ مجلس، انقراض سلطنت قاجار و انتقال قدرت به رضاخان با ماده واحده‌ای دو فوریتی به تصویب رسید، بهار غایب بود و فردای آن روز دربارهٔ علت غیبت خود گفت: «فوق‌العاده کسالت داشتم، به علاوه به واسطه نداشتن تلفن مطلع نبودم که جلسه علنی تشکیل می‌شود». پس از به سلطنت رسیدن رضاشاه، بهار به دوره ششم مجلس نیز راه یافت اما پس از آن چون زمینه‌ای برای فعالیت سیاسی وجود نداشت، از سیاست کناره گرفت. بهار پیش از آن در تیر ۱۳۰۵ به عضویت شورای عالی معارف منصوب شده بود که این سمت را تا ۱۳۲۲ حفظ کرد.
محمدتقی بهار در این دوران به فعالیت علمی و آموزشی روی آورد و در کنار استادانی چون عباس اقبال آشتیانی، بدیع‌الزمان فروزانفر و صادق رضازاده شفق در سال تحصیلی ۱۳۰۷–۱۳۰۸ در دارالمعلمین عالی به تدریس پرداخت. وی در ۱۳۰۸، به اتهام مخالفت‌های پنهان با رضاشاه، برای چند ماه به زندان افتاد و سپس در سال ۱۳۱۲ برای یک سال به اصفهان تبعید شد. در سال ۱۳۱۳ با وساطت محمدعلی فروغی برای شرکت در جشن‌های هزاره فردوسی به تهران فراخوانده شد.
از آن پس سرشارترین دوران کار علمی بهار که با انزوای او در سال ۱۳۰۷ پس از پایان مجلس ششم و کناره‌گیری او از مجلس آغاز شده بود غنای بیشتری یافت. طی این دوره بود که بار دیگر به مطالعهٔ متون و تتبع و تحقیق ادبی و زبانی پرداخت. در ۱۳۱۱ در اجرای قراردادهایی که در زمان علی‌اصغر حکمت با وزارت معارف منعقد کرد به تصحیح متونی چون مجمل‌التواریخ و القصص، تاریخ بلعمی و منتخب جوامع‌الحکایات عوفی پرداخت. دستاورد ادبی و علمی او در این دوره، تصحیح متون، ترجمه آثاری از پهلوی به فارسی، تألیف سبک‌شناسی و نگارش احوال فردوسی بر مبنای شاهنامه بود. در ۱۳۱۶ تدریس در دوره دکتری ادبیات فارسی را به عهده گرفت.
با سقوط رضاشاه در شهریور ۱۳۲۰، بهار مجدداً به فعالیت سیاسی و اجتماعی روی آورد و قصیده حب‌الوطن را در اندرز به شاه جدید سرود. روزنامه نوبهار را دوباره منتشر کرد و تاریخ مختصر احزاب سیاسی را در ۱۳۲۲ نگاشت. از ۱۳۲۲ تا ۱۳۲۶، رئیس کمیسیون ادبی انجمن روابط فرهنگی ایران و شوروی بود و اولین کنگره نویسندگان ایران در ۱۳۲۴ از طرف این انجمن به ریاست او تشکیل شد.

### وزارت فرهنگ

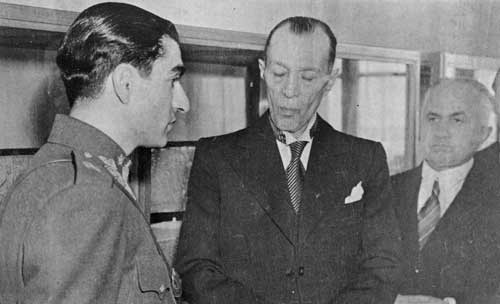
با محمدرضا پهلوی، دههٔ ۱۳۲۰

پس از غائلهٔ آذربایجان در ۱۳۲۴ هجری خورشیدی، بهار زیر لوای احمد قوام (قوام‌السلطنه) به فعالیت سیاسی روی آورد و در کنگرهٔ حزب دموکرات ایران مجدّانه شرکت کرد. در بهمن ۱۳۲۴ در کابینهٔ قوام وزیر فرهنگ شد، اما وزارت او چند ماهی بیش طول نکشید و استعفا داد. در ۱۳۲۶ به‌عنوان نمایندهٔ تهران در مجلس شورای ملی پانزدهم انتخاب شد و ریاست فراکسیون حزب دموکرات را بر عهده گرفت. اما، بر اثر ابتلا به بیماری سل، تنها در ماه‌های تیر، مرداد و شهریور ۱۳۲۶ توانست در مجلس حضور یابد. در نیمهٔ دوم ۱۳۲۶، بهار، که سخت بیمار بود، با استفاده از مرخصی استعلاجی از مجلس، برای درمان به شهر لِزَن در سوئیس رفت. بهار قصیدهٔ «به‌یاد وطن» معروف به «لِزَنیه» را در همین بخش سرود. اما تنگنای مالی باعث شد که بهار با نیمه‌کاره رها کردن معالجه راهی ایران شود. سفر بهار به سوئیس کمی بیش از یک سال تا اردیبهشت ۱۳۲۸ طول کشید. بهار پس از بازگشت به ایران مدتی کوتاه به تدریس دانشگاهی ادامه داد.
در خرداد ۱۳۲۹ جمعیت ایرانی هواداران صلح تأسیس شد و بهار که از پایه‌گذاران آن بود (اعضای مؤسس دیگر: علی شایگان، حائری‌زاده، مهندس قاسمی، علی‌اصغر حکمت، احمد لنکرانی، محمد رشاد و محمود هرمز)، به ریاست جمعیت انتخاب شد و قصیدهٔ معروف «جغدِ جنگ» را، به اقتفای چکامهٔ بلند منوچهری دامغانی، سرود.
بهار در روز دوم اردیبهشت ۱۳۳۰، در خانهٔ مسکونی خود در تهران زندگی را بدرود گفت و در شمیران در آرامگاه ظهیرالدوله به خاک سپرده شد.

### زندگی خصوصی
محمدتقی بهار بار نخست در مشهد ازدواج کرد. از این ازدواج صاحب فرزندی نیز شد. اما عمر همسر و فرزند وی بسیار کوتاه بود. بهار پس از آمدن به تهران، در سال ۱۲۹۸ خورشیدی، با شاهزاده خانم سودابه صفدری از نوادگان فتحعلی شاه قاجار ازدواج کرد. آشنایی ایشان را آقای معتصم‌السلطنه فرخ، دوست قدیمی بهار، فراهم کرد. فرخ همسری بنام منیژه، فرزند صفدر میرزای قاجار، از خاندان دولت‌شاهی‌های کرمانشاه گرفته بود.
او بهار را از وجود دختری دیگر در این خانواده، به نام سودابه، آگاه کرد. بهار بقیهٔ عمر را با همین همسر به سر برد. سودابه صفدری را پس از ازدواج، به خواست ملک‌الشعراء، «بهار جون» صدا می‌کردند. وی زنی مدیر و مقتدر بود که اداره همه کارهای خانه و زندگی به عهده وی بود. حاصل این ازدواج فرزندانی به نام‌های «ملک هوشنگ، ماه ملک، ملک دخت، پروانه، ملک مهرداد و چهرزاد» شد. سودابه در تابستان ۱۳۵۸، در دهم مرداد ماه درگذشت و در بهشت زهرا دفن شد.

### مرگ

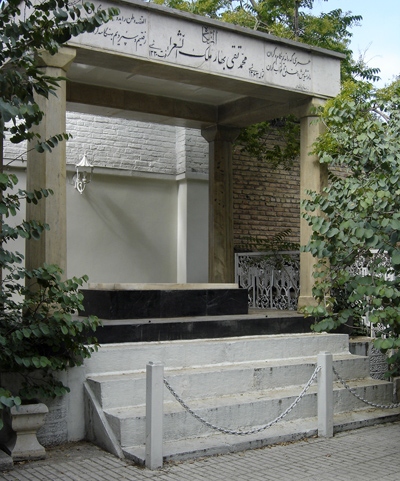
آرامگاه بهار در گورستان ظهیرالدوله

براساس سال شمار زندگی بهار به قلم محمد گلبن، محمد تقی بهار در سال‌های آخر عمر به بیماری سل مبتلا شد و در سال ۱۳۲۶ برای مداوا از تهران به سوئیس رفت. وی سرانجام در روز اول اردیبهشت ماه سال ۱۳۳۰، در ساعت ۸ صبح، در منزلش در خیابان ملک‌الشعرا بهار، خیابان تخت جمشید فوت کرد و در دوم اردیبهشت ماه بعد از ظهر جنازه او را از مسجد سپهسالار تا چهار راه مخبرالدوله بر سر دست بردند و در ساعت ۴ بعد از ظهر همان روز او را در شمیران در باغ آرامگاه ظهیر الدوله، به خاک سپردند.
ماه ملک بهار، دختر بزرگ وی، در شرح احوال پدرش می‌نویسد: 
پدرم در سال‌های آخر عمر سخت منزوی و گوشه نشین شده بود. همیشه خسته و کوفته بود و از آن همه شور و نشاط و هیاهوی درونی خبری نبود و غالباً در بستر افتاده بود و پیوسته تب سل او را می‌سوزانید.

### آثار
آثار منثور و منظوم بهار متنوع است و انواع شعر سنتی و اشعار به زبان محلی، تصنیف و ترانه، مقاله‌ها و سخنرانی‌های سیاسی و انتقادی، رساله‌های تحقیقی، نمایشنامه، اخوانیات و مکتوبات، تصحیح انتقادی متون، ترجمه‌های متون پهلوی، سبک‌شناسی نظم و نثر، دستورزبان، تاریخ احزاب، مقدمه بر کتاب‌ها و حواشی بر متون به خصوص شاهنامهٔ فردوسی را دربرمی‌گیرد. جدیدترین کتاب‌شناسی بهار کارِ علی میر انصاری است که انجمن آثار و مفاخر فرهنگی در یک جلد به سال ۱۳۹۷ منتشر کرده است.

### شعر
مهم‌ترین اثر بهار «دیوان اشعار» اوست که به اعتباری کارنامهٔ عمر او نیز به‌شمار می‌رود. این دیوان در زمان حیات او به چاپ نرسید. جلال متینی از بهار نقل می‌کند که می‌خواسته است سروده‌های خود را از صافی نقد بگذراند و منتخب دیوان خود را به چاپ برساند و از وزارت فرهنگ خواسته بود که دو تن آشنا با شعر و شاعری را برای پاک‌نویس اشعارش در اختیار او بگذارد، اما این تقاضا اجابت نشد.

برخی را عقیده بر آن است که بعد از جامی، در انسجام کلام و روانی طبع و جامعیت، شاعری هم‌پایه بهار نداشته‌ایم. بهار تحصیلات خود را به شیوه امروزی فرا نگرفته بود، اما با مطالعه عمیق در آثار گذشتگان به مدد حافظه پربار و سرشار خود، این نقیصه را جبران کرد و در فنون ادبی و تحقیقی به پایه‌ای از جامعیت رسید که بزرگ‌ترین محققان زمان به گفته‌ها و نوشته‌های او استناد می‌کردند. به زبان عربی تا آن حد که بتواند از مسیر تحقیق و تتبع به آسانی بگذرد آشنا بود و با زبان‌های فرانسه و انگلیسی تا حدودی آشنایی داشت.
دیوان‌های شاعران سلف را به دقت خوانده بود و این خود به حضور ذهن او در یافتن و به کاربردن لغات در ترکیبات شعری یاری می‌رساند. بهار در بدیهه‌گویی و ارتجال، طبعی فراخ‌اندیش و زودیاب داشت و به آسانی از مضایق وزن و تنگنای قافیه بیرون می‌آمد. پایه و مقام شاعری او در عنفوان جوانی در حدی بود که بعضی از حاسدان سروده‌های او را به پدرش یا به بهار شروانی نسبت می‌دادند. حاسدان او را در معرض آزمایش نیز قرار دادند و لغاتی ناهنجار را بارها در اختیار او قرار دادند تا آن‌ها را در یک بیت یا یک رباعی جای دهد و او در همه موارد خوب از عهده برمی‌آمد، و اعجاب و تحسین حاضران را برمی‌انگیخت.
قصاید بهار بیشتر ساخته و پرداخته طبع خود اوست. گاه نیز قصاید شعرای سلف را مانند رودکی، فرخی سیستانی، جمال‌الدین عبدالرزاق، منوچهری و سنایی در وزن و قافیه تقلید می‌کرد و به اصطلاح جواب گفته است. او در این شیوه تقلید نیز نوآوریهایی دارد. در قصیده‌ای که به تقلید از منوچهری سروده، توانسته است الفاظ بیگانه را در مضامین نو چنان جای دهد که در بافت کلام ناهمگون و ناهنجار به نظر نرسد.
هنر شاعری بهار را بعد از قصیده، باید در مثنویهای او دید، مثنوی‌های کوتاه و بلندی که شمار آن‌ها به بیش از هشتاد می‌رسد. در این میان مثنوی‌هایی که در بحر حدیقه سنایی یا شاهنامه فردوسی یا سبحه الابرار جامی سروده است بسیار جلب نظر می‌کند و در آن‌ها از لحاظ شیوه گفتار به سبک این سه شاعر بسیار نزدیک شده است. بهار شاعری غزل‌سرا نبود و خود نیز چنین ادعایی نداشت. قصاید خود را به اقتضای طبع و غزلیات را بر سبیل تفنن می‌سرود. در میان غزل‌های او نمونه‌هایی که بتوان آن‌ها را از حیث مضمون با سروده‌های غزل‌سرایان معروف مقایسه کرد اندک است، هرچند از جنبه لفظی و فخامت و انسجام کلام بدان ایرادی نمی‌توان گرفت، جز آنکه در غزل نیز بر خلاف رسم متعارف، گاه به تصریح و گاه به کنایه، مضامین انتقادآمیز و شکوائیه و وطنی و سیاسی را نیز گنجانیده است. بهار در دیگر اقسام شعر نیز طبع‌آزمایی کرده و آثار ارزنده‌ای از خود به جا گذاشته است.

### مقالهٔ لنین بزرگ
در ۱۳۲۴ خورشیدی، بهار در مجله پیام نو در مورد لنین و استالین می‌نویسد:
«... باید دانست که ایجاد دولتی تازه و توسعهٔ آن به‌طوری‌که اصول دموکراسی کاملاً پیشرفت کند و حقوق و وظائف میلیون‌ها مردم توسعه یابد بالطبع بدون مبارزهٔ بیرحمانه و سخت صورت‌پذیر نیست. لنینیزم به ما تعلیم می‌دهد که هیچ‌یک از مسائلی که به منافع طبقاتی مربوط باشد در تاریخ جهان جز با اعمال زور و جز به وسیله جبر و عنف حل نگشته است…
... اصول بزرگ ایدئولوژی لنین و استالین که بر تساوی تمام نژادها و ملل و دوستی اقوام مبتنی است پایه و اساس سیاست لنین و استالین را تشکیل داده، ترقی عظیم فرهنگی ملت‌های جماهیر شوروی را تأمین نمود. این ملل را دولت شوروی در امر بزرگ بنای جامعه نو سوسیالیستی شریک ساخت. همین اصول، بنیاد و پایه سازمان‌های اتحاد شوروی و فدراسیون سوسیالیستی شوروی بوده است…»

### ترانه وتصنیف
از تصنیف‌ها و ترانه‌های سرودهٔ بهار «بهار دلکش»، «باد صبا بر گل گذر کن»، «ای شهنشه»، «ای شکسته‌دل»، «ای کبوتر»، «گر رقیب آید»، «ایران هنگام کار»، «ز من نگارم»، «پرده ز رخ برافکن»، «سرود پهلوی»، «عروس گل»، «به اصفهان رو»، «ایران هنگام کار است» و «مرغ سحر» را می‌توان نام برد.

## ریشه‌های خانوادگی
ریشه و تبار خاندان ملک‌الشعرای بهار
ملک‌الشعرای بهار از خاندان ضرابی کاشان بود که تا روزگار ساسانیان نسب می‌بردند و نسبشان به خاندان ساسان می‌رسد که در حوالی مرودشت و پارس سر برآوردند، سپس به آمدیا و دامنه کوه دُنبُل رفته سکنی گزیدند، در زمان شاه‌عباس دوم و پس از جنگ‌های داخلی آن ناحیه به کاشان آمدند. سرسلسله خاندان ضرابی از سوی شاه عباس به منصب امین‌الضربی و اداره ضرابخانه کاشان نائل آمد.
خانواده ملک‌الشعرا به دلایل کار پدربزرگ وی میرزا محمدباقر کاشانی به استان خراسان رفتند.
بهار قصیده‌ای را در جواب به پرتو بیضایی فرزند ادیب بیضایی آرانی سروده است.
بخشی از قصیده‌ای از ملک‌الشعرا بهار، نسب‌نامه بهار را چنین توضیح می‌دهد:
گفتی از نسبت کاشان چه زنی تن که پدْرْت
بود از آن شهر که مشهور به گویایی بود
راست گفتی و من از راست نرنجم لیکن
چه توان کرد که در طوسم پیدایی بود
طوس و کاشان به قیاس نسب دودهٔ ما
نسبت صورت با جسم هیولایی بود
مولدم طوس ولیکن گهر از کاشان است
نغمه آمد ز نی اما هنر از نایی بود
جد من هست صبور آن که به کاشان او را
با عم خویش صبا دعوی همتایی بود
می‌رسد از پس سی پشت به آل برمک
وین نسب آن روز اسباب خودآرایی بود
نایب‌السلطنه را بود دبیر مخصوص
زان که شیرین خط او شهره به زیبایی بود
با چنین حال شد اندر صف پیکار و جهاد
که وطن دستخوش دشمن یغمایی بود
در صف رزم شد از غیرت اسلام شهید
زانکه با طبع غیور و سر سودایی بود
سومین جد من از کاشان بشْتافت به فین
زانکه بی‌بهره از آلایش دنیایی بود
: بهاره ضرابی می‌نویسد «پایم را در خرابه‌های استخر بگذارید،
سَرم را به ویرانه‌های تیسپون!
چشمانم را در بلخ، در دخمهٔ کهن نو وَهار
دستم را به دیاربکر، در ستیغ کوه‌اش…
که من همهٔ ایرانم» این عبارات میهن دوستانه که خبر از عشق عمیق به کشور و تمامیت آن می‌دهد از نظر استراتژیک می‌تواند از دهان یک فرد با پختگی سیاسی بیرون بیاید اما باید خاطر نشان کرد به تاریخچه این خاندان قدیمی اشاره دارد. نقشه‌ای که در این عبارات شاعرانه ترسیم می‌شود فرای مرزهای کنونی ایرانزمین است و یادآور ایرانشهر است.
استخر که از دید من با دلسوزی به ویرانی آن اشاره شده خاستگاه این دودمان است، او می‌گوید سرم را به تیسپون بگذارید، تیسپون زمانی مرکز علم و دانش و فلسفه بوده و به خواست خسرو انوشیروان دانشگاهی بزرگ و پر آوازه در آن احداث شده بود. چشمانم را در بلخ، در دخمهٔ کهن نو وَهار (بگذارید) این همان ناحیه است که ملک‌الشعرا با تفاخر تخلص خود را از آن وام می‌گیرد. و بعد به ستیغ کوه دیاربکر اشاره می‌شود، دست نماد ساختن است که با بلندپروازی با ستیغ کوه همنشین می‌شود. برج و باروهای مستحکم دیاربکر مشهور است.

## تخلص
او در اصل از نوادگان یحیی برمکی است که از اشراف پارسه و متولیان نوبهار بودند، یحیی در زمان هارون الرشید اداره آذربایجان را بر عهده گرفت. این خاندان ساسانی نقش مهمی در حفظ یکپارچگی ایران داشتند و جلو شورشهای داخلی در غرب ایران را گرفتند. دلیل انتخاب تخلص شاعری بهار و نام روزنامه اثرگذار او زنده نگهداشتن این نام بود.
مهرداد بهار می‌گوید: در اين خانواده، همه به اين پيوند، نيك باور داشتند و تذكره نويسان نيز بدان اشاره‌ها كرده‌اند. حقيقت اين است كه پيوند شماری‌هايی كه در زمان ما به پيش از عصر صفويه می‌رسد، چندان قابل اعتماد نيست و نبايد، بدون ترديد و تحقيقی، به ديده قبول بدانها نگريست.

## نمونه اشعار
شعر رنج و گنج:
| برو کار می کن مگو چیست کار     |  | که سرمایهٔ جاودانی است کار      |
| نگر تا که دهقان دانا چه گفت    |  | به فرزندگان چون همی خواست خفت  |
| که «میراث خود را بدارید دوست   |  | که گنجی ز پیشینیان اندر اوست   |
| من آن را ندانستم اندر کجاست    |  | پژوهیدن و یافتن با شماست       |
| چو شد مهر مه، کشتگه برکنید     |  | همه جای آن زیر و بالا کنید     |
| نمانید ناکنده جایی ز باغ       |  | بگیرید از آن گنج هر جا سراغ»   |
| پدر مرد و پوران به امید گنج    |  | به کاویدن دشت بردند رنج        |
| به گاوآهن و بیل کندند زود      |  | هم اینجا، هم آنجا هر جا که بود |
| قضا را در آن سال از آن خوب شخم |  | ز هر تخم برخاست هفتاد تخم      |
| نشد گنج پیدا ولی رنجشان        |  | چنان چون پدر گفت شد گنجشان     |

یکی دیگر از آثار مشهور او دماوندیه دوم است:
| ای دیو سپید پای در بند!   |  | ای گنبد گیتی! ای دماوند!   |
| از سیم به سر یکی کله خود  |  | ز آهن به میان یکی کمربند   |
| تا چشم بشر نبیندت روی     |  | بنهفته به ابر، چهر دلبند   |
| تا وارهی از دم ستوران     |  | وین مردم نحس دیومانند      |
| با شیر سپهر بسته پیمان    |  | با اختر سعد کرده پیوند     |
| چون گشت زمین ز جور گردون  |  | سرد و سیه و خموش و آوند    |
| بنواخت ز خشم بر فلک مشت   |  | آن مشت تویی، تو ای دماوند! |
| تو مشت درشت روزگاری       |  | از گردش قرن‌ها پس افکند     |
| ای مشت زمین! بر آسمان شو  |  | بر وی بنواز ضربتی چند      |
| نی نی، تو نه مشت روزگاری  |  | ای کوه! نیم ز گفته خرسند   |
| تو قلب فسردهٔ زمینی        |  | از درد ورم نموده یک چند    |
| تا درد و ورم فرونشیند     |  | کافور بر آن ضماد کردند     |
| شو منفجر ای دل زمانه !    |  | وآن آتش خود نهفته مپسند    |
| خامش منشین، سخن همی گوی   |  | افسرده مباش، خوش همی خند   |
| پنهان مکن آتش درون را     |  | زین سوخته جان شنو یکی پند  |
| گر آتش دل نهفته داری      |  | سوزد جانت به جانت سوگند    |
| بر ژرف دهان سخت بندی      |  | بر بسته سپهر نیل پرفند     |
| من بند دهانت برگشایم      |  | گر بگشایند بندم از بند     |
| از آتش دل برون فرستم      |  | برقی که بسوزد آن دهان بند  |
| من این کنم و بود که آید   |  | نزدیک تواین عمل خوشایند    |
| آزاد شوی و بر خروشی       |  | مانندهٔ دیو جسته از بند     |
| هر رای تو افکند زلازل     |  | از نور و کجور تا نهاوند    |
| از برق تنوره‌ات بتابد      |  | زالبرز اشعه تا به الوند    |
| ای مادر سر سپید بشنو      |  | این پند سیاه بخت فرزند     |
| از آتش آه خلق مظلوم       |  | وز شعلهٔ کیفر خداوند        |
| ابری بفرست بر سر ری       |  | بارانش ز هول و بیم و ترفند |
| بشکن در دوزخ و برون ریز   |  | پادفره کفر کافری چند       |
| زان گونه که بر مدینه عاد  |  | بر سر شرر عدم پراکند       |
| چونان که به شارسار پمپی   |  | ولکان اجل معلق افکند       |
| بفکن ز پی این اساس تزویر  |  | بگسل زهم این نژاد و پیوند  |
| بر کن زبن این بنا که باید |  | از ریشه بنای ظلم برکند     |
| زین بی خردان سفله بستان   |  | داد دل مردم خرمند          |

داد عدل و داد داد از آن میان نوشیروان |
زان به دو گیتی مر او را شاد شد روشن روان |
دولت ایران زعدلش یافت نیروی و توان |
خلق را آزاد کرد از محنت و ذل و هوان |
کس نبودی در زمان عدل او زار و نوان |
دست در زنجیر عدلش داشتی پیر و جوان ( آئینه ی عبرت بند 32، ص 65)
از پس مرگ شهنشه خسروی معدوم شد |
خون آن شاهنشه دانا بر ایران شوم شد |
فتنه ها بر پا شد و هر حاکمی محکوم شد |
گاه این و گاه آن دارای مرز و بوم شد |
عرصه ی ایوان کسری آشیان بوم شد |
دیرگاهی کشور از امن و امان محروم شد ...
خیل عریان عرب غالب نیامد در نبرد |
کاختلاف بزرگان کرد با ما هرچه کرد |
هشت بغی زیردستان دردها بر روی درد |
خاک یاغی شد کجا خون دل پرویز خورد |
چهر ملک ازقتل آذرمی و پوران گشت زرد |
زین مصائب تیغ هندی چوب شد در دست مرد |
لاجرم بر ما شکست آمد زگشت روزگار |
شاه شاهان کشته شد درمرو و باطل ماند کار ( آئینه ی عبرت بندهای35و36ص66)
سعی آل فرخان، و آل یسار و آل لیث |
بن مقفع و آل برمک و آل سهل راستین، |
دولت نصربن احمد کوشش جیهانیان |
رنجهای بلعمی و آن فاضلان تیز بین |
زانکه داغ شرع بودی مهتران را برجبین. ( آفرین فردوسی ص662)
آنچه کورش کرد و دارا و آنچه زردشت مهین |
زنده گشت از همت فردوسی سحرآفرین |
تازه گشت از طبع حکمت زای فردوسی به دهر |
آنچه کردند آن بزرگان در جهان از داد و دین |
باستانی نامه کافشاندندش اندر خاک و گل |
تازیان در سیصد و پنجاه سال از جهل و کین |
آفتاب طبع فردوسی به سی و پنج سال |
تازه از گل برکشیدش چون شکفته یاسمین ( آفرین فردوسی ص658)

## دربارهٔ شعر دماوندیه
محمد تقی بهار، شعر دماوندیه را در سال ۱۳۰۱ هجری شمسی سرود. در این سال به تحریک بیگانگان، هرج و مرج قلمی و اجتماعی و هتاکی‌ها در مطبوعات و آزار وطن خواهان و سستی کار دولت مرکزی بروز کرده بود. بهار این قصیده را با تاثیرپذیری از این معانی سروده بود.

## نوشته‌ها
- منظومهٔ چهار خطابه، ۱۳۰۵
- اندرزهای آذرباد ماراسپندان (ترجمهٔ منظوم از پهلوی)، ۱۳۱۲
- یادگار زریران (ترجمهٔ منظوم از پهلوی)، ۱۳۱۲
- زندگانی مانی، ۱۳۱۳
- گلشن صبا، فتحعلی خان صبا (تصحیح)، ۱۳۱۳
- احوال فردوسی، ۱۳۱۳
- تاریخ سیستان (تصحیح)، ۱۳۱۴
- رسالهٔ نفس ارسطو ترجمهٔ باباافضل کاشانی (تصحیح)، ۱۳۱۶
- مجمل‌التواریخ و القصص (تصحیح)، ۱۳۱۸
- منتخب جوامع‌الحکایات، سدیدالدین عوفی (تصحیح)، ۱۳۲۴
- سبک‌شناسی، (سه جلد) ۱۳۲۱–۱۳۲۶
- تاریخ مختصر احزاب سیاسی (دو جلد)، ۱۳۲۱–۱۳۶۳
- دستور زبان فارسی پنج استاد (به همراهی قریب، فروزانفر، رشید یاسمی، همایی)، ۱۳۲۹
- شعر در ایران، ۱۳۳۳
- تاریخ تطّور در شعر فارسی، ۱۳۳۴
- دیوان اشعار، تهران، ۱۳۳۵
- تاریخ بلعمی، ابوعلی محمدبن محمد بلعمی (تصحیح) (به کوشش محمد پروین گنابادی)، ۱۳۴۱
- فردوسی‌نامه بهار، (به کوشش محمد گلبن)، ۱۳۴۵
- رساله در احوال محمدبن جریر طبری
- بهار و ادب فارسی

## خانه ادبیات بهار
خانه ادبیات بهار در خرداد ۱۴۰۴ با همکاری ستاد اجرایی فرمان امام و مؤسسه فرهنگی هنری شهرستان ادب در بنایی تاریخی منسوب به محمدتقی بهار تأسیس شد. این مرکز که با حضور سید پرویز فتاح و جمعی از ادیبان افتتاح گردید، با هدف ترویج ادبیات فارسی و پاسداشت میراث ملک‌الشعرای بهار فعالیت خود را آغاز کرد. ساختمان مذکور که بخشی از املاک سابق بهار محسوب می‌شد، پس از طی مراحل حقوقی و مرمت توسط سازمان میراث فرهنگی، در فهرست آثار ملی ایران به ثبت رسیده است. مدیریت این نهاد فرهنگی به مؤسسه شهرستان ادب سپرده شده و برنامه‌هایی چون نشست‌های ادبی، شعرخوانی و اجرای موسیقی در آن برگزار می‌شود.

## پیوند به‌بیرون
- شب ملک‌الشعرای بهار توسط مجلۀ بخارا
- وبگاه رسمی ملک الشعراء بهار
- کتاب «تاریخ احزاب سیاسی ایران» نوشته ملک الشعراء بهار
- گزیده دیوان اشعار ملک الشعرای بهار در فرمت PDF
- آخوندِ میهن‌پرست . یادداشت انتقادی حامد داراب در سالروز تولد ۱۳۱ سالگی محمد تقی بهار. روزنامه همدلی